# Amvrosij (Kazanskij)
Amvrosij (světským jménem: Alexandr Nikolajevič Kazanskij; 22. října 1860, Špilevo – 28. dubna 1933) byl ruský duchovní Ruské pravoslavné církve, biskup melekesský a vikář uljanovské eparchie.

## Život
Narodil se 22. října 1860 ve vesnici Špilevo Nižněnovgorodské gubernie.
Studoval na Nižněnovgorodském duchovním semináři a 24. prosince 1882 byl rukopoložen na jereje. Stal se duchovním ve vesnici Nizovka. Vyučoval také katechismus na farní škole. Dne 5. října 1895 byl přijat do Alexandro-Něvské lávry, kde byl 31. října postřižen do malé schimy se jménem Amvrosij. Dne 24. března 1906 získal hodnost archimandrity a od roku 1909 sloužil jako knihovník lávry, později jako archivář.
Dne 18. dubna 1912 byl jmenován představeným Trojicko-Sergijevského Varnického monastýru a 6. června následujícího roku představeným Nikolo-Ulejminského monastýru. Později odešel do moskevské eparchie, kde vykonával funkci blagočinného Kolomenského ujezdu.
Dne 2. února 1920 přijal biskupskou chirotonii na biskupa kremeneckého a vikáře volyňské eparchie. O dva dny později byl převeden do funkce vikáře jaroslavské eparchie s titulem biskupa ljubimského. Od 16. prosince 1921 působil jako biskup votkinský a vikář sarapulské eparchie.
V souvislosti se zatčením biskupa ochanského Nikona (Solovjova), se na něj obrátilo mnoho farností permské eparchie, které se ocitly bez biskupa, aby je přijal do své podřízenosti. Ve zprávě z 15. prosince 1923 požádal patriarchu Tichona o rychlé vyřešení problému, s ohledem na nebezpečnou touhu renovačního duchovenstva využít biskupovu nepřítomnost pro své vlastní účely. Dne 4. ledna 1924 byl rozhodnutím patriarchy jmenován správcem několika obvodů permské eparchie.
Dne 8. července 1924 byl ustanoven biskupem sergačským a vikářem nižněnovgorodské eparchie. Na konci března dalšího roku se stal biskupem syzraňským a vikářem uljanovské eparchie. Dne 12. dubna 1925 byl jedním ze signatářů přenesení nejvyšší církevní moci na metropolitu Petra (Poljanského). Jako biskup syzraňský si nezískal důvěru věřících a duchovních, byl obviňován z inklinace k renovacionismu. Dne 7. března 1926 byl penzionován a roku 1929 jmenován biskupem melekesským, vikářem uljanovské eparchie.
Roku 1932 byl opět penzionován a 28. dubna 1933 zemřel.